# Apenborstel
De apenborstel (Combretum rotundifolium) is een liaan.
Apenborstel kan als een struik of als een klimplant voorkomen en wordt vooral langs rivieren en kreken aangetroffen. De bloemtrossen zijn oranjerood en lijken op een kort bezempje.

## Verspreiding
Het verspreidingsgebied ligt in tropisch Zuid-Amerika: Brazilië, Bolivia, Peru, Ecuador, Colombia, Venezuela, Guyana, Suriname en het Franse departement Guyane.

## Uiterlijk
De struik kan 6 m hoog worden en is uitlopervormend. De bladeren zijn leerachtig en hebben nauwelijks een bladsteel. Ze zijn rond of elliptisch, 8–12 cm in lengte en 6-12 in de breedte. Ze zijn mucronaat, eindigend in een scherpe punt en eerst bronskleurig, later heldergroen. De bloeiwijze is een dikke 10–16 cm lange borstel van kleine rechtopstaande bloempjes met zowel mannelijke als vrouwelijke elementen. De vruchten zijn langwerpige vleugelnootjes met vier vliezige vleugeltjes en een enkel zaad.'